# Atopothoures ovaliger
Atopothoures ovaliger är en fjärilsart som beskrevs av Blanchard 1975. Atopothoures ovaliger ingår i släktet Atopothoures och familjen mott. Inga underarter finns listade i Catalogue of Life.